# Liste der Stolpersteine in Rommerskirchen
In der Liste der Stolpersteine in Rommerskirchen werden die vorhandenen Gedenksteine aufgeführt, die im Rahmen des Projektes Stolpersteine des Künstlers Gunter Demnig bisher in Rommerskirchen verlegt worden sind.

## Verlegte Stolpersteine
| Adresse               | Name               | Inschrift                                                                                                   | Verlegedatum | Bild | Anmerkung |
| --------------------- | ------------------ | --- | ------------ | --- | --- |
| Martinusstraße 10 (⊙) | Moritz Kaufmann    | Hier wohnte Moritz Kaufmann Jg. 1892 Heimatort verlassen 1938 deportiert 1942 Minsk ermordet                | 2. Dez. 2008 | | Moritz Kaufmann wurde am 08.12.1892 als Sohn von Lazarus Kaufmann und seiner Ehefrau Sara Kaufmann, geb. Baruch in Gindorf geboren, als Beruf wird Handelsvertreter angegeben. Er heiratete Henriette Herz, fünf Kinder sind bekannt: Ilse, Klara, Günter, Manfred und Hilde. Die gesamte Familie musste 1938 ihren Heimatort verlassen, alle wurden am 20.07.1942 ab Köln ins Ghetto Minsk deportiert und am 24.07.1942 im Vernichtungslager Maly Trostinez ermordet. |
| Martinusstraße 10 (⊙) | Henriette Kaufmann | Hier wohnte Henriette Kaufmann geb. Herz Jg. 1895 Heimatort verlassen 1938 deportiert 1942 Minsk ermordet   | 2. Dez. 2008 | | Henriette Herz wurde am 21.01.1895 als Tochter von Max und Helma Herz in Nettesheim-Butzheim geboren, als Beruf wird Hausfrau angegeben. Sie heiratete Moritz Kaufmann, vier Kinder sind bekannt: Klara, Günter, Manfred und Hilde. Die gesamte Familie musste 1938 ihren Heimatort verlassen, alle wurden am 20.07.1942 ab Köln ins Ghetto Minsk deportiert und am 24.07.1942 im Vernichtungslager Maly Trostinez ermordet.                                           |
| Martinusstraße 10 (⊙) | Klara Kaufmann     | Hier wohnte Klara Kaufmann Jg. 1926 Heimatort verlassen 1938 deportiert 1942 Minsk ermordet                 | 2. Dez. 2008 | | Klara Kaufmann wurde am 05.07.1926 als Tochter von Moritz Kaufmann und Henriette Kaufmann, geb. Herz in Nettesheim-Butzheim geboren, drei Geschwister sind bekannt: Günter, Manfred und Hilde. Die gesamte Familie musste 1938 ihren Heimatort verlassen, alle wurden am 20.07.1942 ab Köln ins Ghetto Minsk deportiert und am 24.07.1942 im Vernichtungslager Maly Trostinez ermordet.                                                                                |
| Martinusstraße 10 (⊙) | Günter Kaufmann    | Hier wohnte Günter Kaufmann Jg. 1928 Heimatort verlassen 1938 deportiert 1942 Minsk ermordet                | 2. Dez. 2008 | | Günter Kaufmann wurde am 20.12.1928 als Sohn von Moritz Kaufmann und Henriette Kaufmann, geb. Herz in Nettesheim-Butzheim geboren, drei Geschwister sind bekannt: Klara, Manfred und Hilde. Die gesamte Familie musste 1938 ihren Heimatort verlassen, alle wurden am 20.07.1942 ab Köln ins Ghetto Minsk deportiert und am 24.07.1942 im Vernichtungslager Maly Trostinez ermordet.                                                                                   |
| Martinusstraße 10 (⊙) | Manfred Kaufmann   | Hier wohnte Manfred Kaufmann Jg. 1932 Heimatort verlassen 1938 deportiert 1942 Minsk ermordet               | 2. Dez. 2008 | | Manfred Kaufmann wurde am 10.09.1932 als Sohn von Moritz Kaufmann und Henriette Kaufmann, geb. Herz in Nettesheim-Butzheim geboren, drei Geschwister sind bekannt: Klara, Günter und Hilde. Die gesamte Familie musste 1938 ihren Heimatort verlassen, alle wurden am 20.07.1942 ab Köln ins Ghetto Minsk deportiert und am 24.07.1942 im Vernichtungslager Maly Trostinez ermordet.                                                                                   |
| Martinusstraße 10 (⊙) | Hilde Kaufmann     | Hier wohnte Hilde Kaufmann Jg. 1933 Heimatort verlassen 1938 deportiert 1942 Minsk ermordet                 | 2. Dez. 2008 | | Hilde Kaufmann wurde am 04.08.1933 als Tochter von Moritz Kaufmann und Henriette Kaufmann, geb. Herz in Nettesheim-Butzheim geboren, drei Geschwister sind bekannt: Klara, Günter und Manfred. Die gesamte Familie musste 1938 ihren Heimatort verlassen, alle wurden am 20.07.1942 ab Köln ins Ghetto Minsk deportiert und am 24.07.1942 im Vernichtungslager Maly Trostinez ermordet.                                                                                |
| Martinusstraße 10 (⊙) | Ilse Kaufmann      | Hier wohnte Ilse Kaufmann Jg. 1924 unfreiwillig verzogen Köln deportiert 1942 Minsk Maly Trostinec ermordet | Nov. 2021    | Bild gesucht Die Wikipedia wünscht sich an dieser Stelle ein Bild vom Ort mit diesen Koordinaten 51.051818 6.706665 . Motiv: der Stolpersteine für Ilse Kaufmann Falls du dabei helfen möchtest, erklärt die Anleitung , wie das geht. BW | |
| Martinusstraße 26 (⊙) | Jakob Marx         | Hier wohnte Jakob Marx Jg. 1870 unfreiwillig verzogen 1938 Köln tot 27.4.1939                               | 2. Dez. 2008 | | Jakob Marx wurde 1870 (strittig: Der Stolperstein nennt 1870, Yad Vashem 1871) in Nettesheim-Butzheim geboren. Jakob musste 1938 unfreiwillig nach Köln umziehen, als Todesdatum wird der 27.04.1939 angegeben (strittig: Yad Vashem nennt eine Deportation ins Ghetto Minsk, wo Jakob ermordet wurde). |
| Martinusstraße 26 (⊙) | Martha Jonassohn   | Hier wohnte Martha Jonassohn geb. Marx Jg. 1906 Heimatort verlassen 1938 deportiert 1941 Łodz ermordet      | 2. Dez. 2008 | | Martha Marx wurde am 26.09.1906 in Nettesheim-Butzheim geboren, sie heiratete Hans Jonassohn. Martha musste 1938 ihren Heimatort verlassen. Am 30.10.1941 wurde sie ab Köln ins Ghetto Litzmannstadt verbracht und von dort aus am 03.05.1942 ins Vernichtungslager Kulmhof deportiert. Als Todesdatum wird dort der Mai 1942 angegeben. |
| Martinusstraße 30 (⊙) | Josef Strauss      | Hier wohnte Josef Strauss Jg. 1876 Heimatort verlassen 1938 deportiert 1942 Theresienstadt ermordet         | 2. Dez. 2008 | | Josef Strauss wurde am 27.06.1876 in Nettesheim-Butzheim geboren. Josef wurde am 27.07.1942 ab Köln mit dem Transport III/2, Zug Da 76 (No. 1080) ins Ghetto Theresienstadt deportiert, wo er am 10.05.1943 ermordet wurde. |